# Öabäcken
Öabäcken este o arie protejată (arie specială de conservare — SAC, sit de importanță comunitară — SCI) din Suedia întinsă pe o suprafață de 6,6 ha, integral pe uscat.

## Localizare
Centrul sitului Öabäcken este situat la coordonatele 58°24′43″N 14°15′39″E / 58.412°N 14.2608°E.

## Înființare
Situl Öabäcken a fost declarat sit de importanță comunitară în mai 2001 pentru a proteja 1 specie de animale. Situl a fost protejat și ca arie specială de conservare în martie 2011.

## Biodiversitate
Situată în ecoregiunea boreală, aria protejată conține 2 habitate naturale: Mlaștini turboase de tranziție și turbării mișcătoare, Cursuri de apă de la nivel de câmpie la nivel montan, cu vegetație Ranunculion fluitantis și Callitricho-Batrachion.
La baza desemnării sitului se află o specie protejată de  nevertebrate: Margaritifera margaritifera.